# A Dream Is a Wish Your Heart Makes
"A Dream Is A Wish Your Heart Makes" (en español literalmente: "Un Sueño Es Un Deseo Hecho Por Tu Corazón") es una canción escrita y compuesta por Mack David, Al Hoffman y Jerry Livingston de la película de Walt Disney La Cenicienta (1950). En la canción Cenicienta invita a sus amigos animales a nunca parar de soñar.

## Versiones
La canción ha sido regrabada o versionada por Linda Ronstadt, Meredith Robertson, Bette Midler, Michael Bolton, Julie Andrews, Tomiko Van Hilary Duff y Sabrina Carpenter, entre otros. Es probablemente la canción de Disney más versionada por artistas fuera de Disney, o no relacionados con la productora Disney. La canción ha sido interpretada en los estilos country, urban, soul y piano.

## Círculo de Estrellas de Disney Channel
También los actores estrellas de Disney Channel tienen su propia versión de la canción, la cual se pudo ver en el DVD Especial de Cenicienta (2005) y en Disney Channel de EE. UU. (una versión más corta). Los cantantes son los siguientes:
Es Tan Raven
- Raven-Symoné
- Orlando Brown
- Anneliese van der Pol

Phil del Futuro
- Alyson Michalka
- Ricky Ullman
- Amy Bruckner

Zack y Cody: Gemelos en Acción
- Dylan Sprouse
- Cole Sprouse
- Brenda Song
- Ashley Tisdale

La Familia Proud
- Kyla Pratt